# Damià Abella
Damià Abella Pérez, conosciuto come Damià (Figueres, 15 aprile 1982), è un ex calciatore spagnolo, di ruolo centrocampista, match analyst del West Bromwich.

## Carriera
Il suo primo club professionistico fu il Figueres, per la quale giocò nella stagione 2003-2004 19 partite di campionato segnando 3 gol. Successivamente fu tesserato dal Barcellona e integrato nella squadra riserve.
Ha esordito nella Primera División il 30 ottobre 2004 in Barcellona-Athletic Bilbao (1-1).
Nel gennaio 2006 passa in prestito al Racing Santander, con il quale segnò il suo primo gol da professionista il 12 febbraio in Racing Santander-Espanyol (2-0). Conclude la stagione con 3 reti.
Nel 2006 passa al Real Betis firmando un contratto quinquennale ad 1 milione di euro a stagione, ma la prima stagione a Siviglia la salta a causa di un serio infortunio all'anca. Esordisce quindi con il Betis il 30 settembre 2007 in Betis-Maiorca (3-0).

## Palmarès

### Club

#### Competizioni nazionali
- Campionato spagnolo: 1

Barcellona: 2004-2005
- Supercoppa di Spagna: 1

Barcellona: 2005